# 2 Dywizja Strzelców Polskich (WP na Wschodzie)
2 Dywizja Strzelców Polskich (2 DSP) – wielka jednostka piechoty Wojska Polskiego na Wschodzie.

## Historia dywizji
Dywizja została sformowana jesienią 1917 roku w Żubcowie, w składzie I Korpusu Polskiego. Dowódcą dywizji był generał major Józef Szamota.
Według etatu dywizja miała liczyć 371 oficerów, 36 lekarzy, 52 urzędników, 16.927 żołnierzy frontowych i 2308 żołnierzy niefrontowych oraz około 4500 koni, natomiast stan ewidencyjny w grudniu 1917 roku liczył 372 oficerów, 13 lekarzy, 17 urzędników, 3494 żołnierzy frontowych i 863 żołnierzy niefrontowych oraz około 530 koni.

## Struktura organizacyjna
- Dowództwo 2 Dywizji Strzelców Polskich
- 5 pułk strzelców polskich
- 6 pułk strzelców polskich
- 7 pułk strzelców polskich
- 8 pułk strzelców polskich
- 2 Brygada Artylerii
- 2 dywizjon parkowy
- kompania inżynieryjna
- tabor dywizyjny
- dwa szpitale
- oddział opatrunkowy